# Love Gets Me Every Time
Singles de Shania Twain
God Bless the Child
(1996) Don't Be Stupid (You Know I Love You)
(1997)
Love Gets Me Every Time est une chanson et un single de Shania Twain sorti en 1997.